# 1986 في سوريا
فيما يلي قوائم الأحداث التي وقعت خلال عام 1986 في سوريا.

## أحداث
- 1 يناير – الانتخابات التشريعية في سوريا 1986

## أفلام
من الأفلام التي صدرت هذه السنة في سوريا:
- 1 يناير – الشمس في يوم غائم

## مواليد

### فبراير
- 1 فبراير – مهند إبراهيم لاعب كرة قدم سوري.
- 14 فبراير – معتز صالحاني لاعب كرة قدم سوري.

### مارس
- 1 مارس – عدي عيد لاعب كرة قدم سوري.

### أبريل
- 7 أبريل – برهان صهيوني لاعب كرة قدم سوري.

### مايو
- 1 مايو – عمر حميدي لاعب كرة قدم سوري.

### يونيو
- 7 يونيو – هادي المصري لاعب كرة قدم سوري.
- 20 يونيو – حميد سليمان

### أغسطس
- 1 أغسطس – عبد الفتاح الآغا لاعب كرة قدم سوري.
- 3 أغسطس – أنس بلحوس لاعب كرة قدم سوري.

### سبتمبر
- 15 سبتمبر – عبد الرزاق الحسين لاعب كرة قدم سوري.
- 17 سبتمبر – يوسف سليمان لاعب كرة قدم سوري.

## وفيات

### يناير
- 1 يناير – غارنيك أداريان (مواليد 1925)
- 1 يناير – مقبولة شلق (مواليد 1921) أديبة وكاتبة سورية.